# 藍橋 (阿姆斯特丹)
52°21′59″N 4°54′03″E / 52.3663°N 4.9009°E

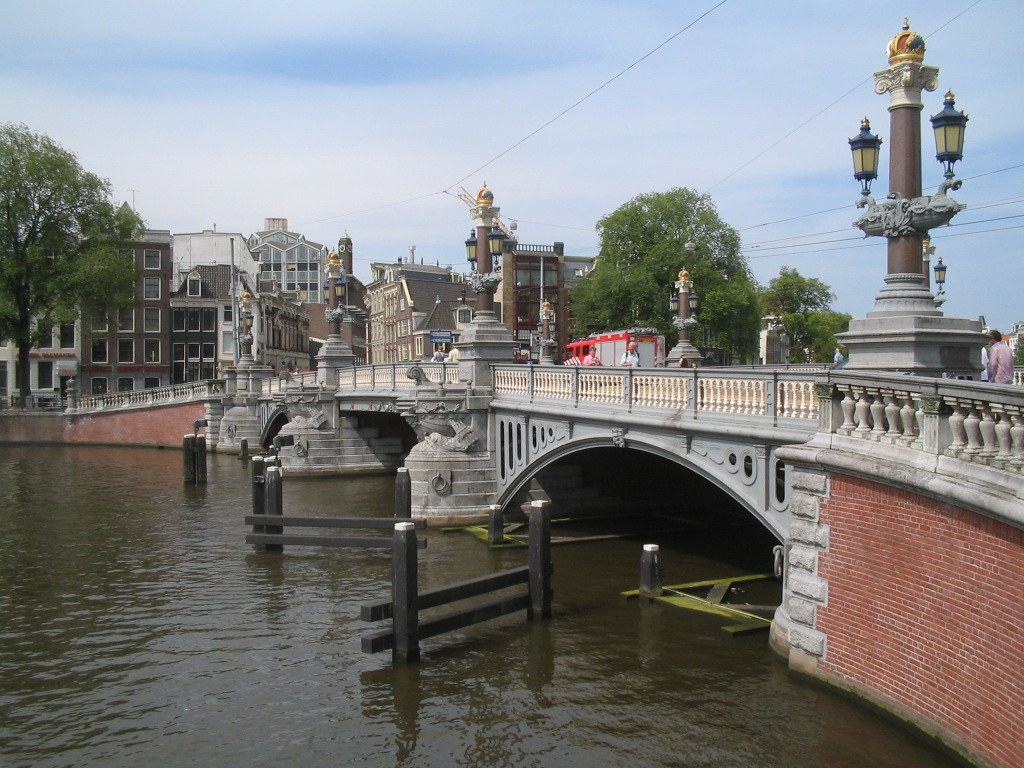
藍橋

藍橋（荷蘭語：Blauwbrug）是荷蘭阿姆斯特丹的一座橋樑，位於阿姆斯特爾河上。該橋連接了倫勃朗廣場和滑鐵盧廣場兩地。該處曾有一座木質橋樑。藍橋的設計靈感來自於巴黎塞納河上的多座橋樑。
 维基共享资源上的相關多媒體資源：藍橋